# Alejandro Lombardini
Pour les articles homonymes, voir Lombardini.
Alejandro José Lombardini (prénommé aussi « Alex » ou « Alessandro » en France), né le 19 février 1919 à Junín, mort en juin 2002 en Argentine, fut un joueur de football argentin.

## Biographie
Il joue au poste d'attaquant, côté gauche. Il évolue de 1951 à 1954 au Havre AC, en première division du championnat de France. Il y marque 16 buts en 81 matchs.
La suite de sa carrière n'est pas connue. 
Il aurait joué au club de Batatais et au Guarani Futebol Clube, tous deux au Brésil, dans l'état de São Paulo.